# Sanremo Giovani 2017
L'undicesima edizione televisiva del concorso Sanremo Giovani, dal titolo Sarà Sanremo, si è svolta a Sanremo il 15 dicembre 2017, presentata da Claudia Gerini e Federico Russo con la partecipazione di Rocco Tanica. L'evento è stato trasmesso su Rai 1 e Rai Radio 2.
Durante la serata i 16 finalisti del concorso, precedentemente selezionati da una commissione musicale, si sono esibiti e sono stati giudicati da una giuria che ha scelto i 6 cantanti da inserire nella sezione Nuove Proposte del Festival di Sanremo 2018, ai quali si sono aggiunti anche altri due cantanti selezionati tra gli otto finalisti di Area Sanremo.
Sono stati inoltre annunciati i 20 partecipanti al Festival di Sanremo 2018 per la categoria Campioni, scelti dal direttore artistico e conduttore della manifestazione Claudio Baglioni.

## Cantanti
- Accede al Festival di Sanremo 2018

- Eliminato nella prima fase (sfida a quattro)

- Eliminato nella seconda fase

| Sfida | Ordine di uscita      | Artista                       | Brano                                            | Autori                                                               |
| ----- | --------------------- | ----------------------------- | ------------------------------------------------ | -------------------------------------------------------------------- |
| 1     | 1                     | Santiago                      | Nessuno                                          | M. Muraglia, A. Bonomo, L. Chiaravalli, D. Simonetta                 |
| 2     | Lorenzo Baglioni      | Il congiuntivo                | L. Baglioni, M. Baglioni, L. Piscopo             |                                                                      |
| 3     | Nyvinne               | Spreco personale              | Mirella Nyvinne Pinternagel                      |                                                                      |
| 4     | Dave Monaco           | L'eternità è di chi sa volare | L. Angelosanti, F. Morettini                     |                                                                      |
| 2     | 5                     | Mirkoeilcane                  | Stiamo tutti bene                                | Mirkoeilcane                                                         |
| 6     | Luchi                 | Gli amori della mente         | L. Carmignani, M. Baracchino                     |                                                                      |
| 7     | Eva Pevarello         | Cosa ti salverà               | A. Di Martino, A. Filippelli                     |                                                                      |
| 8     | Iosonoaria            | Un cerchio                    | I. Ceccarelli, G. Anastasi, F. Arnò              |                                                                      |
| 3     | 9                     | Giulia Casieri                | Come stai                                        | G. Casieri, A. Ravasio                                               |
| 10    | Davide Petrella       | Non può fare male             | Davide Petrella                                  |                                                                      |
| 11    | Jose Nunes            | Parlami ancora                | Jose Nunes                                       |                                                                      |
| 12    | Antonia Laganà        | Parli                         | Fabio Barnaba                                    |                                                                      |
| 4     | 13                    | Mudimbi                       | Il mago                                          | M. Mudimbi, A. Bonomo, M. Zangirolami, A. Bavo, F. Vaccari, P. Miano |
| 14    | Carol Beria           | Nessuna lacrima               | V. Serafini, C. Beria, F. Serafini, G. Andreetto |                                                                      |
| 15    | Ultimo                | Il ballo delle incertezze     | Ultimo                                           |                                                                      |
| 16    | Aprile & Mangiaracina | Quell'attimo di eternità      | Amara, S. Aprile, S. Mineo, F. Armocida          |                                                                      |

## Giuria
- Ambra Angiolini
- Francesco Facchinetti
- Irene Grandi
- Piero Pelù
- Gabriele Salvatores

## Ascolti
| Messa in onda    | Telespettatori | Share  |
| ---------------- | -------------- | ------ |
| 15 dicembre 2017 | 2.038.000      | 11,40% |